# Alouatta coibensis
O bugio-da-ilha-coiba é um primata do gênero Alouatta que habita a Ilha Coiba, no Panamá. Não é certo se esse táxon constitui numa espécie separada, ou se é uma subespécie de Alouatta palliata. É considerado em risco de extinção pois habita apenas a Ilha de Coiba, com cerca de 460 km² de área, entretanto, apenas 5% de seu hábitat foi perdido.